# Rajdowy Puchar Pokoju i Przyjaźni 1979
Rajdowy Puchar Pokoju i Przyjaźni 1979 kolejny sezon serii rajdowej Rajdowego Pucharu Pokoju i Przyjaźni (CoPaF) rozgrywanej w krajach socjalistycznych w roku 1979. Sezon ten składał się z siedmiu rajdów i rozpoczął się 7 kwietnia, a zakończył 16 grudnia, zwycięzcą został Czechosłowak Jan Trajbold st., zespołowo wygrała drużyna ZSRR. 

## Kalendarz[1]
| Runda | Data           | Nazwa rajdu           | Baza rajdu | Nawierzchnia | Zwycięzca         | Wyniki |
| ----- | -------------- | --------------------- | ---------- | ------------ | ----------------- | ------ |
| 1     | 7-9 kwietnia   | 10. Rajd Złote Piaski |            | Asfalt       | Václav Blahna     | Wyniki |
| 2     | 19-21 kwietnia | 23. Rajd Sachsenring  | Zwickau    | Mieszana     | Dieter Heimbürger | Wyniki |
| 3     | 26-27 maja     | 11. Rajd Volán        | Győr       | Mieszana     | Bogdan Wozowicz   | Wyniki |
| 4     | 5-7 lipca      | 39. Rajd Polski       | Wrocław    | Asfalt       | Bogdan Wozowicz   | Wyniki |
| 5     | 27-29 lipca    | 14. Rajd Dunaju       | Baia Mare  | Asfalt       | Václav Blahna     | Wyniki |
| 6     | 16 września    | 11. Rajd Tatr         | Poprad     | Mieszana     | Nikolay Bolshikh  | Wyniki |
| 7     | 15-16 grudnia  | 8. Rajd Russkaya Zima |            | Mieszana     | Vladimir Goltsov  | Wyniki |

1. ↑  Zwycięzcą klasyfikacji generalnej 10. Rajdu Bułgarii był Hiszpan Antonio Zanini, Václav Blahna w klasyfikacji generalnej zajął szóste miejsce, a wygrał klasyfikację CoPaF
2. ↑  Zwycięzcą klasyfikacji generalnej 11. Rajdu Volán był Węgier Attila Ferjáncz, Bogdan Wozowicz w klasyfikacji generalnej zajął drugie miejsce, a wygrał klasyfikację CoPaF
3. ↑  Zwycięzcą klasyfikacji generalnej 39. Rajdu Polski był Hiszpan Antonio Zanini, Bogdan Wozowicz w klasyfikacji generalnej zajął piąte miejsce, a wygrał klasyfikację CoPaF
4. ↑  Zwycięzcą klasyfikacji generalnej 11. Rajdu Tatr był Czechosłowak Leo Pavlík, Nikolay Bolshikh w klasyfikacji generalnej zajął drugie miejsce, a wygrał klasyfikację CoPaF

## Klasyfikacja kierowców[1]
Tabela przedstawia pierwszą dziesiatkę. 
| Miejsce | Kierowca         | BUL | SAC | VOL | POL | DUN | TAT | RUS | Pkt |
| ------- | ---------------- | --- | --- | --- | --- | --- | --- | --- | --- |
| 1       | Jan Trajbold st. | 12  | 8   | 8   | 3   | 4   | 10  | 19  | 226 |
| 2       | Bogdan Wozowicz  | 6   |     | 1   | 1   | NU  | 6   | 16  | 207 |
| 3       | Georgi Petrow    | 11  | 12  | -   | 6   | 3   | 26  | 18  | 195 |
| 4       | Andrzej Radecki  | 8   | 24  | 10  | 9   | 10  | 13  |     | 179 |
| 5       | Václav Pech      | -   | 3   | 2   | NU  | NU  | 9   | 15  | 155 |
| 6       | László Kovács    | 29  | 13  | 12  | 20  | 8   | NU  | 33  | 155 |
| 7       | Vello Õunpuu     |     |     | 14  | -   | 5   | 3   | 4   | 155 |
| 8       | Eedo Raide       |     | 2   | 4   | -   | 6   | NU  | 24  | 147 |
| 9       | Nikolay Bolshikh | 17  | -   | 11  | -   | -   | 1   | 6   | 145 |
| 10      | János Hideg      | 34  | 27  | 5   | 10  | -   | 14  | -   | 135 |

## Klasyfikacja zespołowa[2]
| Miejsce | Zespół | Punkty |
| ------- | ------ | ------ |
| 1       | ZSRR   |        |